# فيرنون شارب
فيرنون شارب (بالإنجليزية: Vernon Sharpe) هو لاعب كرة قدم أمريكية أمريكي، ولد في 30 نوفمبر 1906 في ناشفيل في الولايات المتحدة، وتوفي في 5 أبريل 1991 في برينتوود في الولايات المتحدة.